# Black Earth (album)
Black Earth – pierwszy studyjny album szwedzkiego zespołu muzycznego Arch Enemy.

## Lista utworów
Opracowano na podstawie materiału źródłowego.
| Nr | Tytuł utworu             | Słowa                | Muzyka                           | Długość |
| -- | ------------------------ | -------------------- | -------------------------------- | ------- |
| 1. | „Bury Me an Angel”       | Michael Amott        | Michael Amott                    | 3:40    |
| 2. | „Dark Insanity”          | Johan Liiva          | Johan Liiva, Michael Amott       | 3:16    |
| 3. | „Eureka”                 | Michael Amott        | Christopher Amott, Michael Amott | 4:44    |
| 4. | „Idolatress”             | Johan Liiva          | Johan Liiva, Michael Amott       | 4:56    |
| 5. | „Cosmic Retribution”     | Michael Amott        | Michael Amott                    | 4:00    |
| 6. | „Demoniality”            | utwór instrumentalny | Michael Amott                    | 1:19    |
| 7. | „Transmigration Macabre” | Michael Amott        | Michael Amott                    | 4:09    |
| 8. | „Time Capsule”           | utwór instrumentalny | Christopher Amott                | 1:09    |
| 9. | „Fields of Desolation”   | Johan Liiva          | Christopher Amott, Michael Amott | 5:31    |
|    |                          |                      |                                  | 32:44   |

| Reedycja | Reedycja                                | Reedycja             | Reedycja                                            | Reedycja |
| Nr       | Tytuł utworu                            | Słowa                | Muzyka                                              | Długość  |
| -------- | --------------------------------------- | -------------------- | --------------------------------------------------- | -------- |
| 1.       | „Bury Me an Angel”                      | Michael Amott        | Michael Amott                                       | 3:40     |
| 2.       | „Dark Insanity”                         | Johan Liiva          | Johan Liiva, Michael Amott                          | 3:16     |
| 3.       | „Eureka”                                | Michael Amott        | Christopher Amott, Michael Amott                    | 4:44     |
| 4.       | „Idolatress”                            | Johan Liiva          | Johan Liiva, Michael Amott                          | 4:56     |
| 5.       | „Cosmic Retribution”                    | Michael Amott        | Michael Amott                                       | 4:00     |
| 6.       | „Demoniality”                           | utwór instrumentalny | Michael Amott                                       | 1:19     |
| 7.       | „Transmigration Macabre”                | Michael Amott        | Michael Amott                                       | 4:09     |
| 8.       | „Time Capsule”                          | utwór instrumentalny | Christopher Amott                                   | 1:09     |
| 9.       | „Fields of Desolation”                  | Johan Liiva          | Christopher Amott, Michael Amott                    | 5:31     |
| 10.      | „Losing Faith”                          | Johan Liiva          | Christopher Amott, Daniel Erlandsson, Michael Amott | 3:16     |
| 11.      | „The Ides of March” (cover Iron Maiden) | utwór instrumentalny | Steve Harris                                        | 1:46     |
| 12.      | „Aces High” (cover Iron Maiden)         | Steve Harris         | Steve Harris                                        | 4:23     |
|          |                                         |                      |                                                     | 42:09    |

## Twórcy
Opracowano na podstawie materiału źródłowego.
| Zespół Arch Enemy w składzie - Johan Liiva - wokal prowadzący - Christopher Amott - gitara prowadząca - Michael Amott - gitara rytmiczna, gitara prowadząca, gitara basowa, produkcja muzyczna, miksowanie - Daniel Erlandsson - perkusja, instrumenty perkusyjne | Inni - Fredrik Nordström - instrumenty klawiszowe, produkcja muzyczna, miksowanie - Urszula Striner - zdjęcia - Kenneth Johansson - zdjęcia - Mattias Ankrah - oprawa graficzna - Wez Wenedikter - producent wykonawczy - Baskim Zuta - asystent inżyniera dźwięku - Miran Kim - okładka |